# Zhaoguan (köping i Kina, Jiangsu)
Zhaoguan (kinesiska: 昭关, 昭关镇) är en köping i Kina. Den ligger i provinsen Jiangsu, i den östra delen av landet, omkring 90 kilometer nordost om provinshuvudstaden Nanjing.
Genomsnittlig årsnederbörd är 1 119 millimeter. Den regnigaste månaden är juli, med i genomsnitt 254 mm nederbörd, och den torraste är januari, med 28 mm nederbörd.